# 石羊縣
石羊縣，是元末四川的一個縣，屬遂寧州（或普州），其地舊設石羊鎮，明初廢爲石羊鎮。或以為明玉珍所置。